# Базаити, Марко
Марко Базаи́ти (итал. Marco Basaiti; ок. 1470, Венеция — после 1530, Венеция) — итальянский живописец.

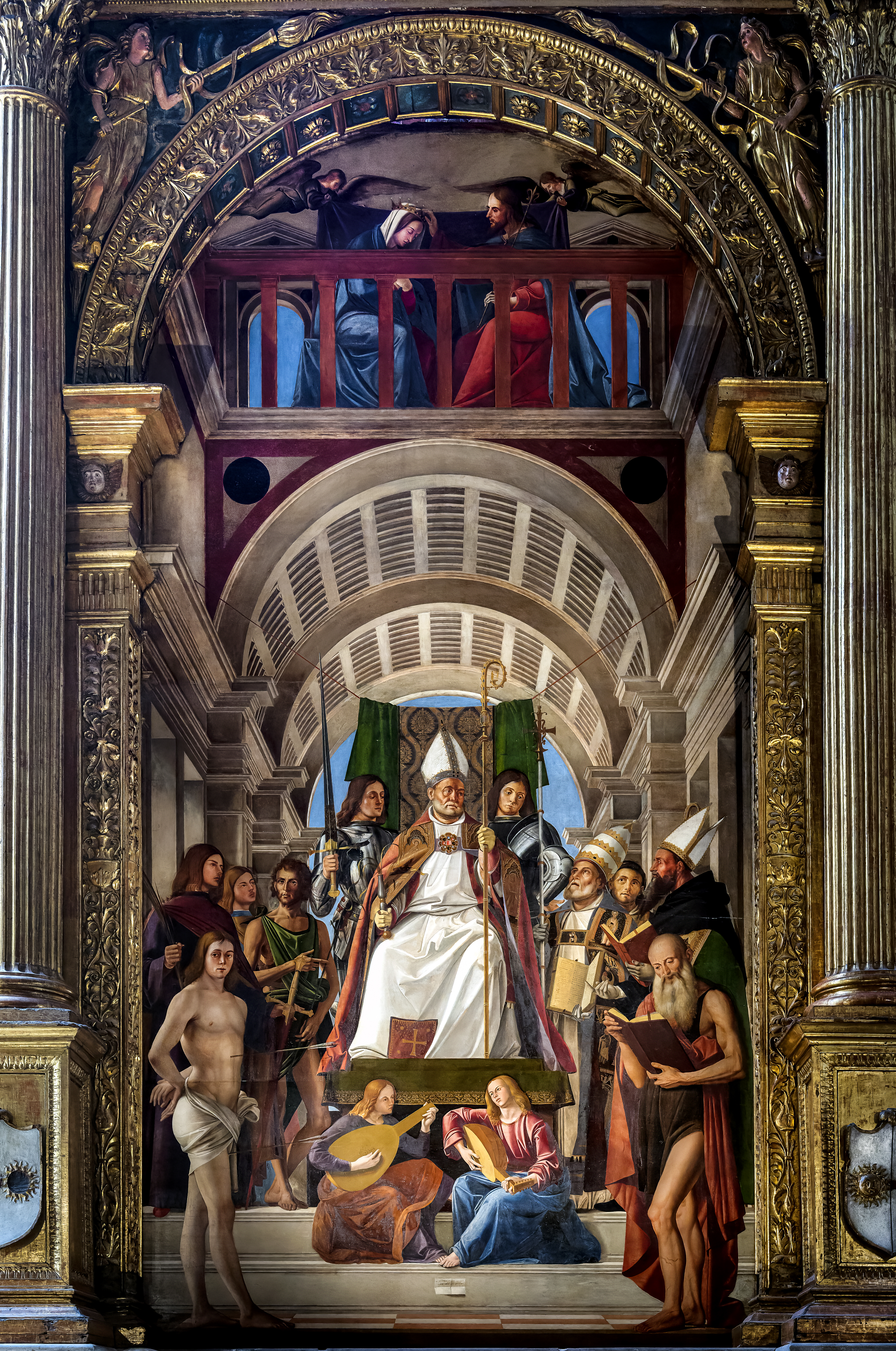
Альвизе Виварини и Марко Базаити. Св. Амвросий на троне со святыми и музицирующими ангелами. начата в 1503г, Венеция. ц. Санта Мария деи Фрари

## Биография и творчество

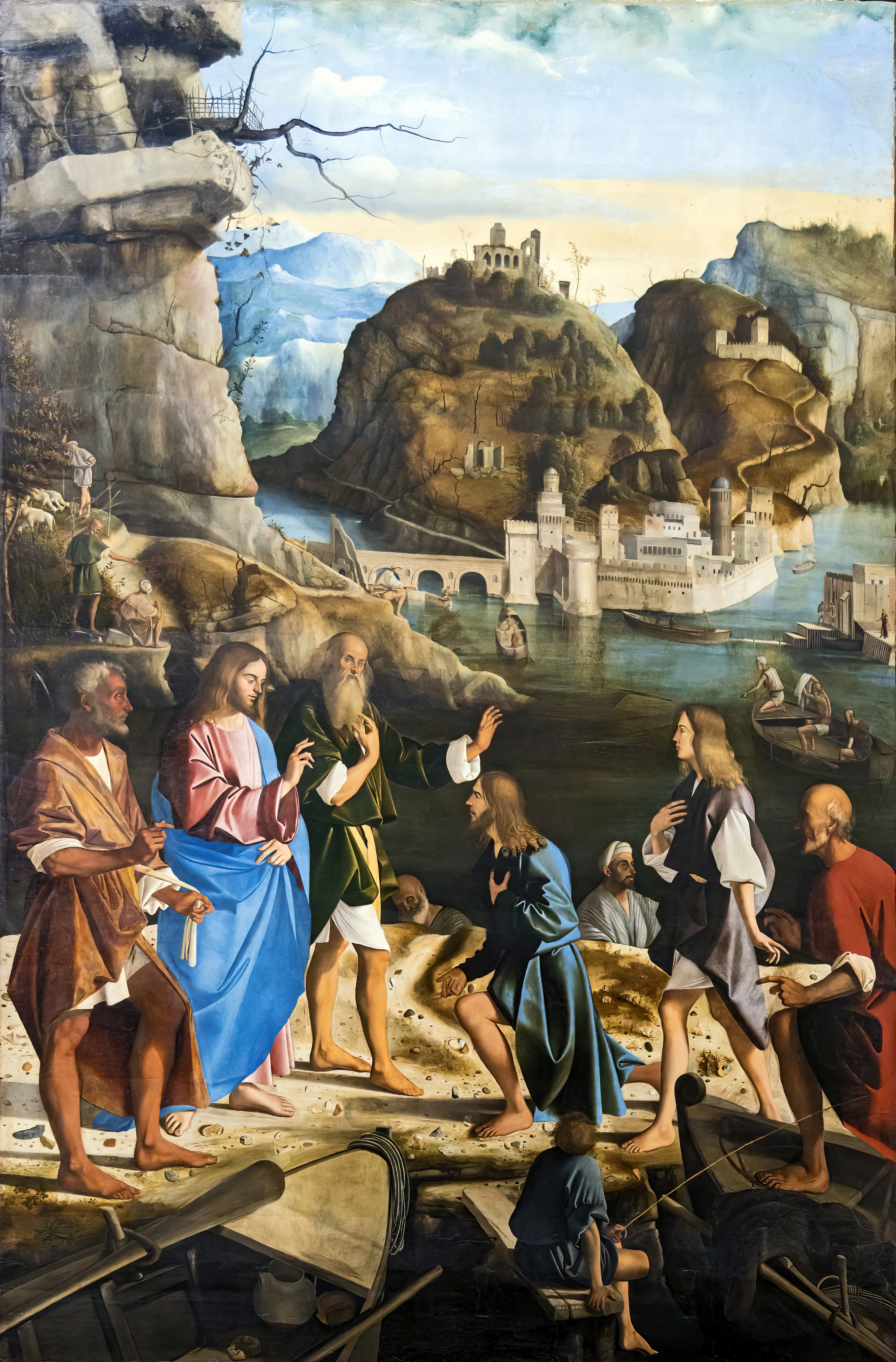
Марко Базаити. Призвание сыновей Зеведея. 1510, Галерея Академии, Венеция

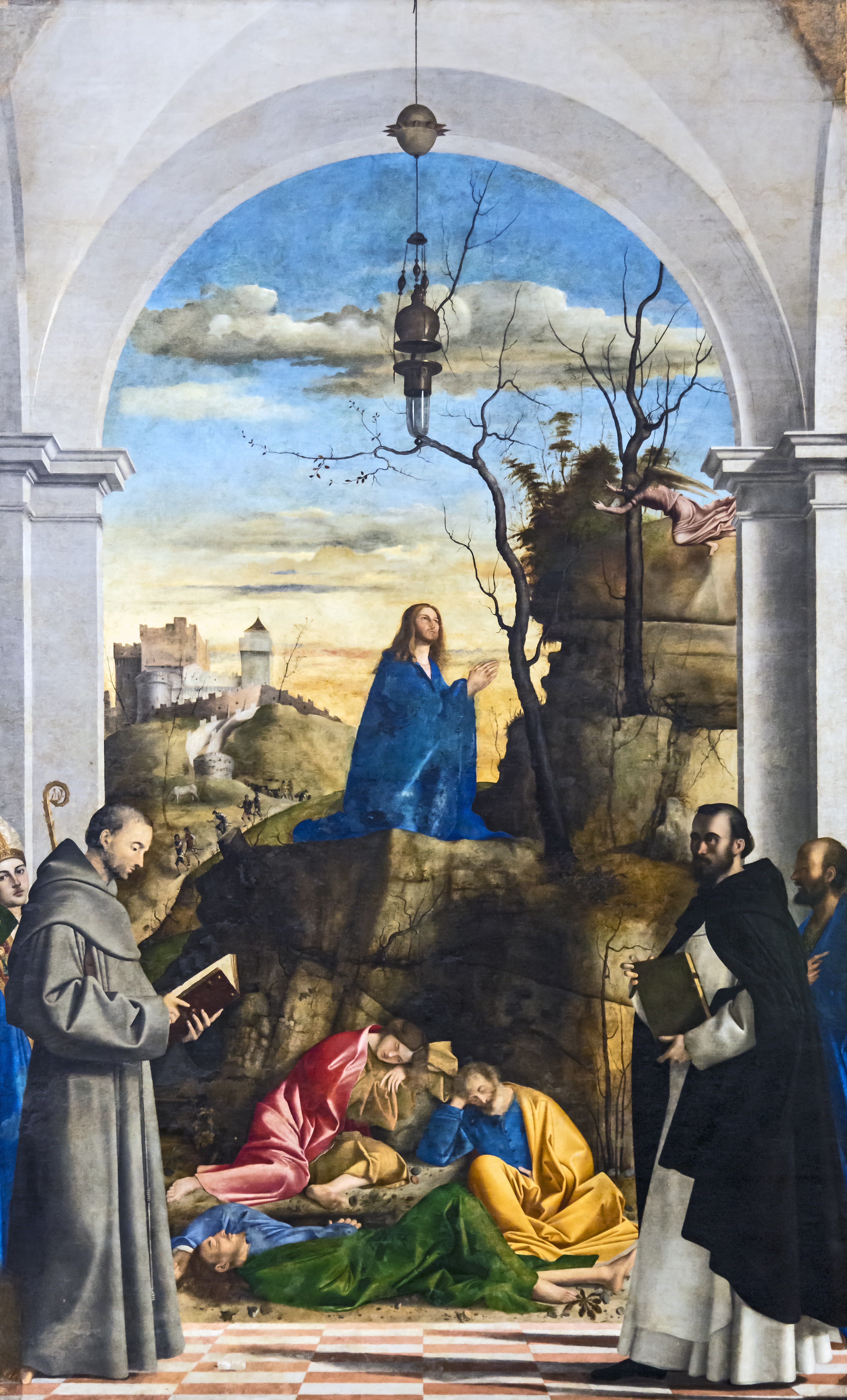
Марко Базаити. Моление о чаше. 1510 или 1516 г., Галерея Академии, Венеция

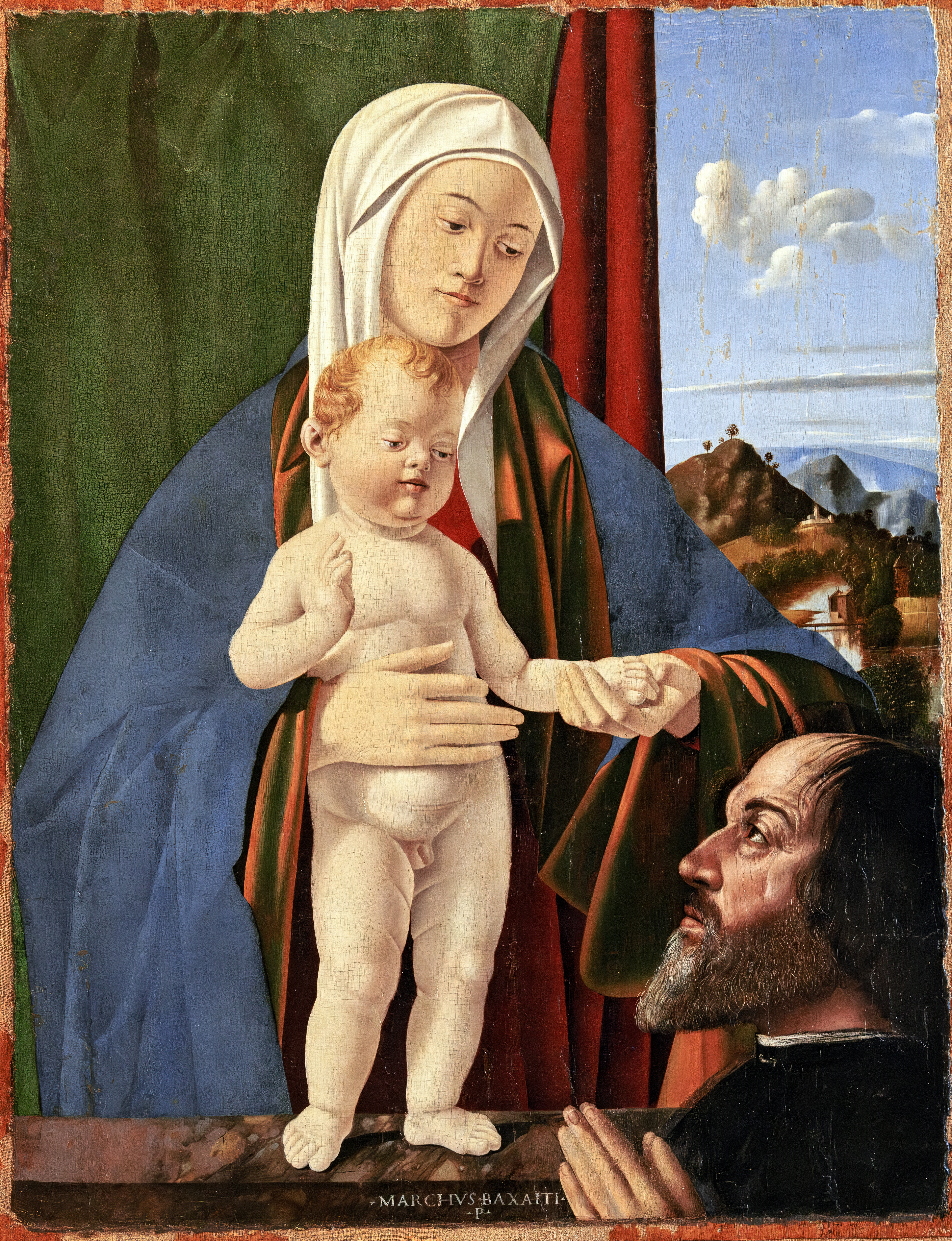
Марко Базаити. Мадонна с младенцем и донатором. 1501-02гг, Венеция, Музей Коррер

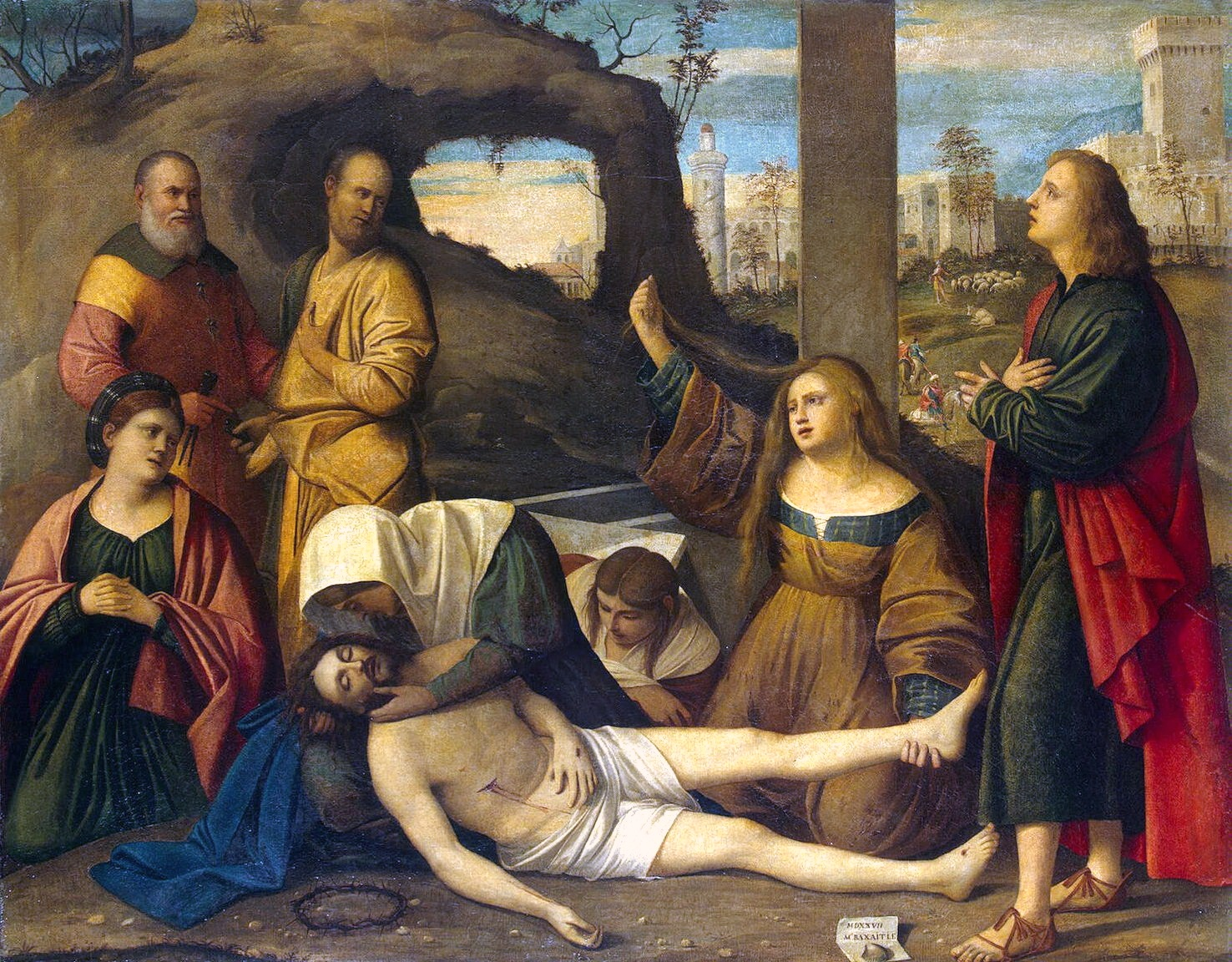
Марко Базаити. Оплакивание. 1527, Эрмитаж, Санкт Петербург

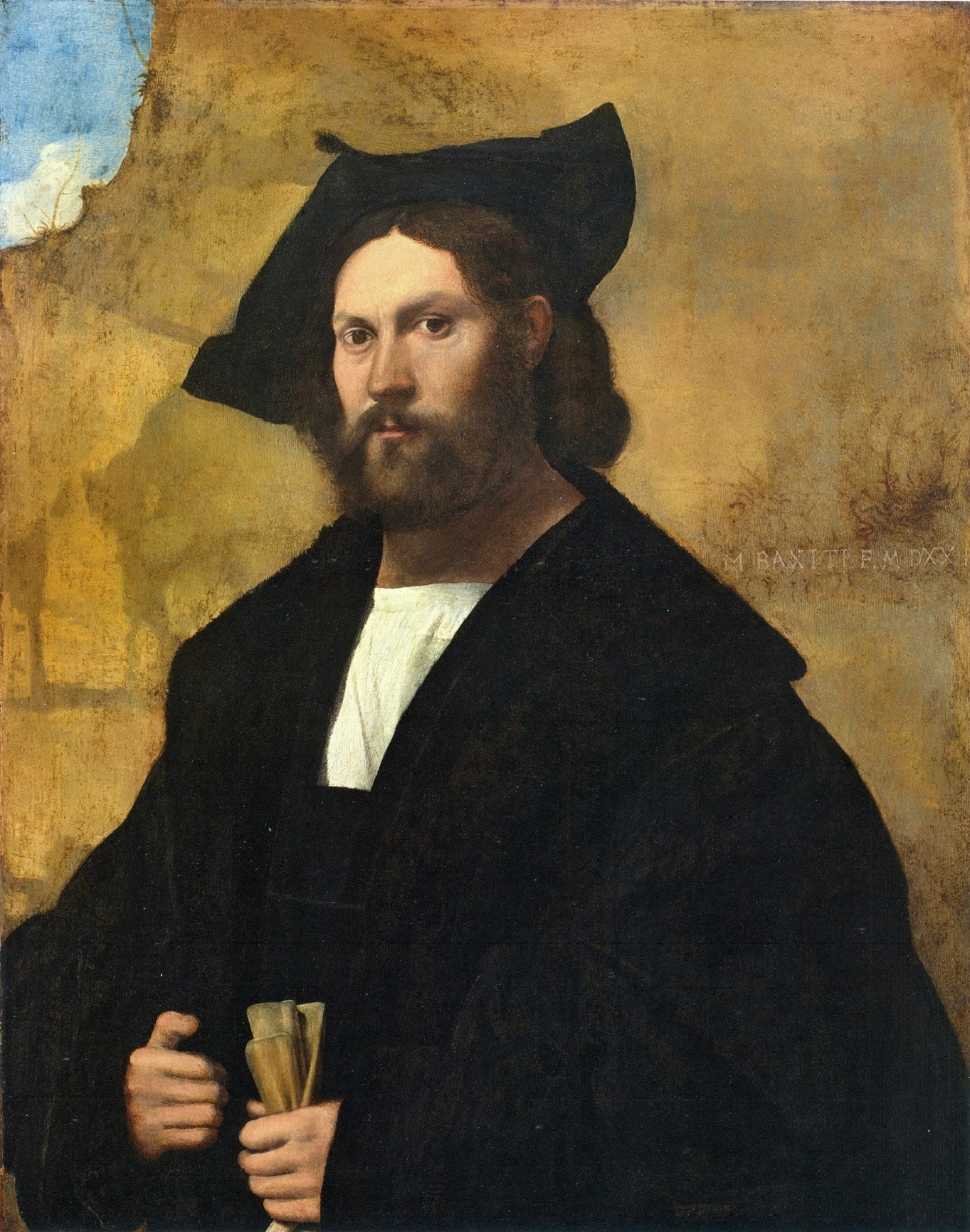
Портрет дворянина в чёрном. 1521 г., Бергамо, Академия Каррара

Об этом художнике не сохранилось почти никаких документальных свидетельств. Неизвестны ни точная дата его рождения, ни точная дата смерти. В архивных документах имя Марко Базаити встречается только один раз — в 1530 году в списке гильдии венецианских художников (Марьегола деи питтори венециани). Первая известная его картина датирована 1496 годом (Портрет молодого человека, 1496 год, ранее — Коллекция фон Паннвитца, Харлем), на основании чего дату рождения художника относят приблизительно к 1470 году. Место рождения Базаити также остаётся неясным — одни исследователи считают его родиной Фриули, другие поддерживают версию, высказанную Джорджо Вазари, согласно которому Марко родился в Венеции в греческой семье. Впрочем, сведения, приведённые Вазари, вызывали сомнения в связи с тем, что в своём труде он пишет о Базаити два раза как о двух разных венецианских живописцах, называя его, то Марко Базарини, то Марко Бассити. Возможно, это недоразумение было порождено самим Марко Базаити, который свои картины подписывал Baxaiti, Basitus, Baxiti и Basaiti.
Далее имя Марко Базаити появляется приблизительно в 1503 году. Оно начертано на картине «Св. Амвросий на троне со святыми и музицирующими ангелами/ Коронование Марии» (500х246 см, Венеция, ц. Санта Мария деи Фрари). Эта алтарная картина была последней работой известного венецианского живописца Альвизе Виварини, которую тот не успел завершить в связи со своей кончиной. Она была заказана для алтаря в капелле Миланези, освящение которой было произведено в 1503 году. В полустёртой надписи на картине исследователи прочли фамилию VIVARINE и имя …RCUS BASITUS. Москини в 1815 году интерпретировал надпись таким образом, что картина, начатая Альвизе Виварини, была после его смерти завершена Марко Базаити. Виварини имел в Венеции крупную мастерскую, а его гонорары были практически такими же большими как у Джованни Беллини. Надпись на картине, прочитанная Москини, послужила основанием для предположения, что Марко Базаити обучался в мастерской Виварини, тем более что следы влияния последнего в творчестве художника отмечались многими экспертами. Впоследствии эта точка зрения стала общепринятой.
В творчестве Марко Базаити также заметно влияние таких крупных мастеров, как Антонелло да Мессина, Джованни Беллини и Джорджоне. Все исследователи отмечают неравномерность оставленного Базаити художественного наследия: наряду с первоклассными произведениями существует множество работ весьма посредственных по уровню. Большая часть его картин выдержана в стилистике кватроченто, только несколько последних крупных произведений выказывают связь с венецианским Высоким Возрождением. К таким, например, относится «Призвание сыновей Зеведея» (датирована 1510 годом, Галерея Академии, Венеция). Картина была заказана картезианским патриархом (1504—1508) Антонио Сурианом для главного алтаря в храме Сант Андреа делла Чертоза в ознаменование завершения его долгой службы на благо картезианской монашеской общине. Некоторые эксперты полагают, что картина была начата Альвизе Виварини и лишь несколько лет спустя завершена Базаити. На фоне широкого простора с горами и замками разворачивается новозаветная сцена, описанная в евангелии от Марка и от Матфея. Христос, проходя по берегу моря Галилейского повстречал рыбаков Симона и Андрея. Сказав им: «Идите за мною, и я сделаю, что вы будете ловцами человеков» он обратил их в свою веру. Пройдя с Симоном и Андреем чуть далее, Иисус повстречал других рыболовов — Зеведея и двух его сыновей Иакова и Иоанна. Иаков и Иоанн также последовали за Христом и стали апостолами. Сюжет картины является метафорой картезианского монашеского бытия: добровольного духовного самоограничения и отказа от свободы ради служения высшей цели.
Ещё одна алтарная картина, созданная приблизительно в то же время, «Моление о чаше со св. Людовиком Тулузским, Франциском, Домиником и Марком» (371х224; Венеция, Галерея Академии), была выполнена художником по заказу Франческо Фоскари для его семейного алтаря в ц. Сан Джоббе. Святые, изображённые на ней, являются покровителями Франческо и его детей. Общая концепция картины менее оригинальна, но более современна, чем в «Призвании сыновей Зеведея». Мягкая красочная палитра свидетельствует о влиянии Джованни Беллини. С этим же мастером связана проблема датировки картины: ряд исследователей считает, что Базаити какое-то время работал в мастерской Беллини, и картина могла быть создана только после 1513 года, когда Беллини придумал и использовал эту композицию в своём алтаре для ц. Св. Иоанна Златоуста. Поэтому поврежденную дату на картине интерпретируют то как 1510 год, то как 1516.
Кисти Марко приписывают ещё несколько картин с евангельскими сюжетами, несколько «Мадонн с младенцем» и ряд мужских портретов, в которых он стремится достичь того высокого образца портретирования, который можно видеть в работах Антонелло да Мессины. Поздние портреты выполненные Базаити несут в себе следы влияния Джорджоне и его последователей. Им свойственен «психологизм», передающий «движения души», характерный для портретов кисти Джорджоне — такая стилистика в 1520-х годах в Венеции стала настоящей модой. Например, «Портрет молодого человека» из Академии Каррара, Бергамо («Портрет дворянина в чёрном», 1521) демонстрирует как связь с искусством кватроченто, так и влияние новаций Джорджоне, популярных среди венецианских художников начала XVI века.

## Произведения
К бесспорным работам художника относят:
- «Портрет молодого человека». Датирован 1496 г. Ранее хранился в коллекции фон Паннвитца, Харлем
- «Св. Амвросий на троне со святыми и музицирующими ангелами». Картина начата в 1503 году Альвизе Виварини, завершена Марко Базаити. Венеция, ц. Санта Мария деи Фрари.
- «Призвание сыновей Зеведея». Картина была создана для главного алтаря ныне разрушенной церкви Сант Андреа делла Чертоза (подписана MDX. M. Baxiti).
- Уменьшенная реплика «Призвания сыновей Зеведея». Имеет дату: 1515г, Вена, Художественная галерея
- "Моление о чаше со св. Людовиком Тулузским, Франциском, Домиником и Марком. Алтарь, созданный для ц. Сан Джоббе. (Венеция, Галерея Академии; имеет надпись: 1516 Marcus Basitus)
- «Спаситель». Академия Каррара, Бергамо. Имеет дату: 1517.
- «Св. Георгий, убивающий дракона» из ц. Сан Пьетро ди Кастелло (Галерея Академии, Венеция; имеет надпись: 1520, M. Baxaiti P.)
- «Портрет молодого человека» («Портрет дворянина в чёрном», Бергамо, Академия Каррара; имеет подпись M. Baxiti и дату 1521 г.)
- «Оплакивание» (Государственный Эрмитаж, Санкт Петербург; имеет дату — 1527 г., и подпись: M. Baxaiti P)
- Две картины с изображением св. Иакова и св. Антония (Венеция, Галерея Академии, имеют подпись); вероятно, были частью картины «Мёртвый Христос с двумя ангелами» из той же галереи.
- «Мадонна с младенцем и донатором» (Венеция, музей Коррер, подписана: Marchus Basaiti P.)
- «Мадонна с четырьмя святыми и музицирующим ангелом» из ц. Св. Петра-Мученика в Мурано (вероятно, выполнена совместно с так наз. псевдо-Боккаччино)
- «Св. Пётр на троне и четверо святых» (Венеция, ц. Сан Пьетро ди Кастелло)
- «Мадонна с младенцем и святыми Петром и Либералием» (Городской музей, Падуя; подписан: P. Marcus Baxaiti)
- «Воскресение Христа» (Пинакотека Амброзиана, Милан; датирован 1510 г., и подписан: P. Marcus Basitus)
- Сохранился документ, описывающий картину «Св. Иероним», выполненную Базаити для ныне разрушенной ц. св. Даниила в Венеции, однако следы этого произведения потеряны.
- «Св. Георгий убивающий дракона» (Венеция, ц. сан Пьетро ди Кастелло, реплика картины из Галереи Академии)
- «Св. Себастьян» (ц. Санта Мария делла Салюте, Венеция)
- «Портрет молодого человека в берете» (Музей Коррер, Венеция)
- «Пьета» (Музей Коррер, Венеция; подписан: Marco Basaiti, но предполагают, что автор — Бенедетто Диана)
- «Св. Иероним» (Галерея Академии, Венеция)
- «Мёртвый Христос с двумя ангелами» (Галерея Академии, Венеция)
- «Мужской портрет» (Приписывается, Галерея Академии, Венеция)
- «Мадонна с младенцем» (Кьоджа, Собор)
- «Св. Себастьян» (Экс ан Прованс, Музей; также приписывается Андреа Превитали)
- «Мадонна с младенцем» (Бергамо, Академия Каррара; подписана)
- «Портрет молодого человека» (Национальная галерея. Лондон)
- «Мадонна с благословляющим младенцем Христом» (Национальная галерея. Лондон)
- «Портрет молодого человека с горностаем» (ранее хранился в коллекции Бенсона)
- «Св. Иероним» (Милан, Галерея Брера; происходит из конвента Сан Джорджо Маджоре в Венеции)
- «Снятие с креста» (ц. Сан Джорджо аль Палаццо, Милан)
- «Снятие с креста» (Старая пинакотека, Мюнхен; происходит из аббатства в Сесто аль Регена во Фриули)
- «Мадонна со щеглом» (Музей искусства шт. Джорджия; имеет подпись)
- «Воскресение Христа» (ранее хранилось в коллекции Деларофф, Париж; имеет подпись)
- «Мадонна с младенцем и св. Яковом-старшим» (Филадельфия, Музей искусства; имеет подпись)
- «Мужской портрет» (Филадельфия, Музей искусства)
- «Снятие с креста» (Пьяццола сул Брента, Пинакотека)
- «Адам и Ева» (Рим, Галерея Боргезе)
- «Мадонна с младенцем» (Музей Лихтенстайн, Вена; имеет подпись)
- «Мадонна, поклоняющаяся младенцу Христу» (Национальная галерея искусства, Вашингтон; имеет подпись)
- «Св. Екатерина Александрийская» (Музей изящных искусств, Будапешт)
- «Муж печалей» (Музей изящных искусств, Будапешт)
- «Христос», Музей изобразительных искусств, Екатеринбург (подписан: M. Basaiti P.)

Сохранилось также несколько рисунков Базаити — в Кабинете рисунков, Уффици, Флоренция и в венской Альбертине. После 1530 года, когда имя живописца фигурировало в списке гильдии венецианских художников, оно более нигде не появлялось.

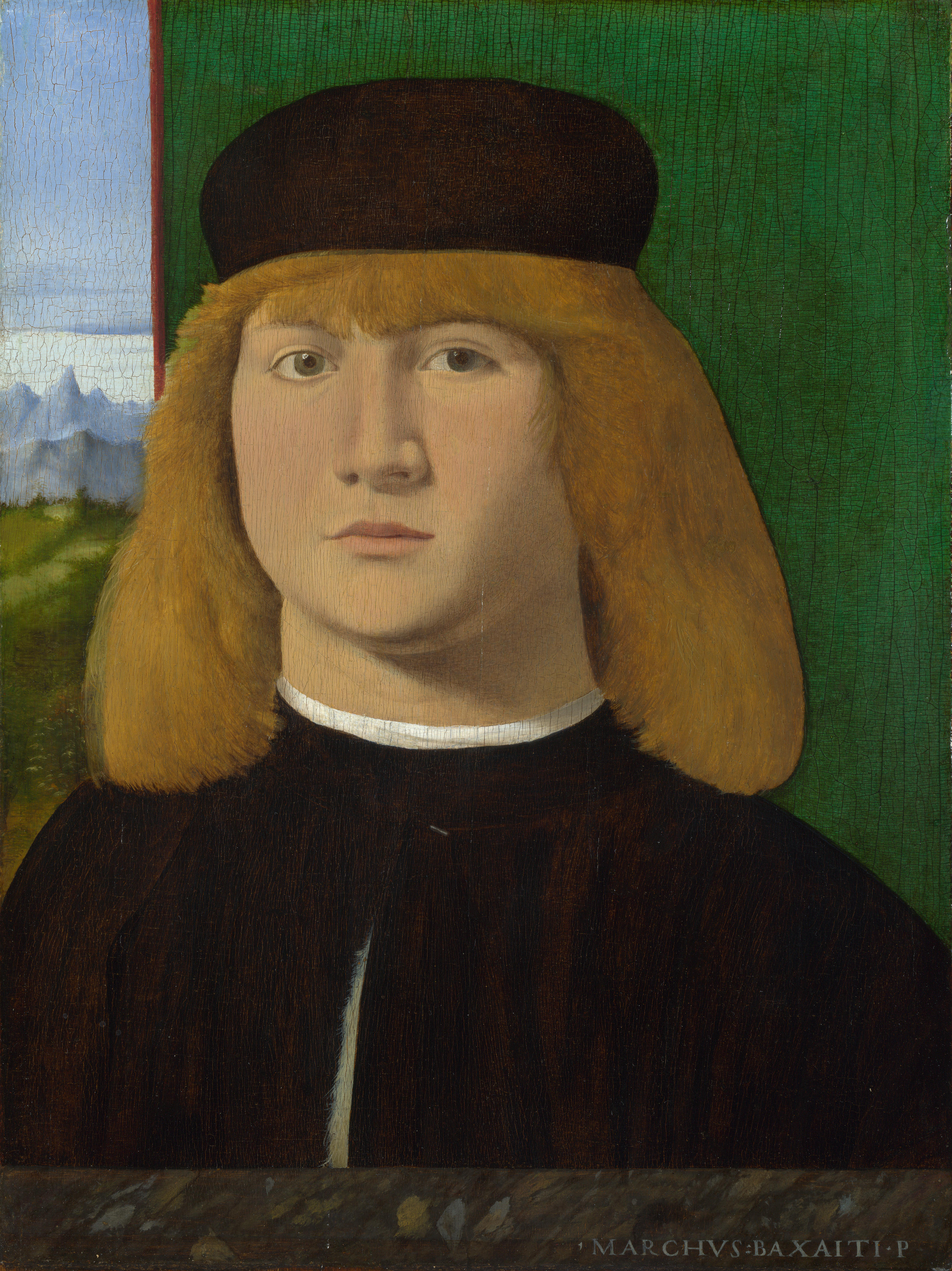
Портрет молодого человека. 1495-1500гг, Лондон, Национальная галерея.
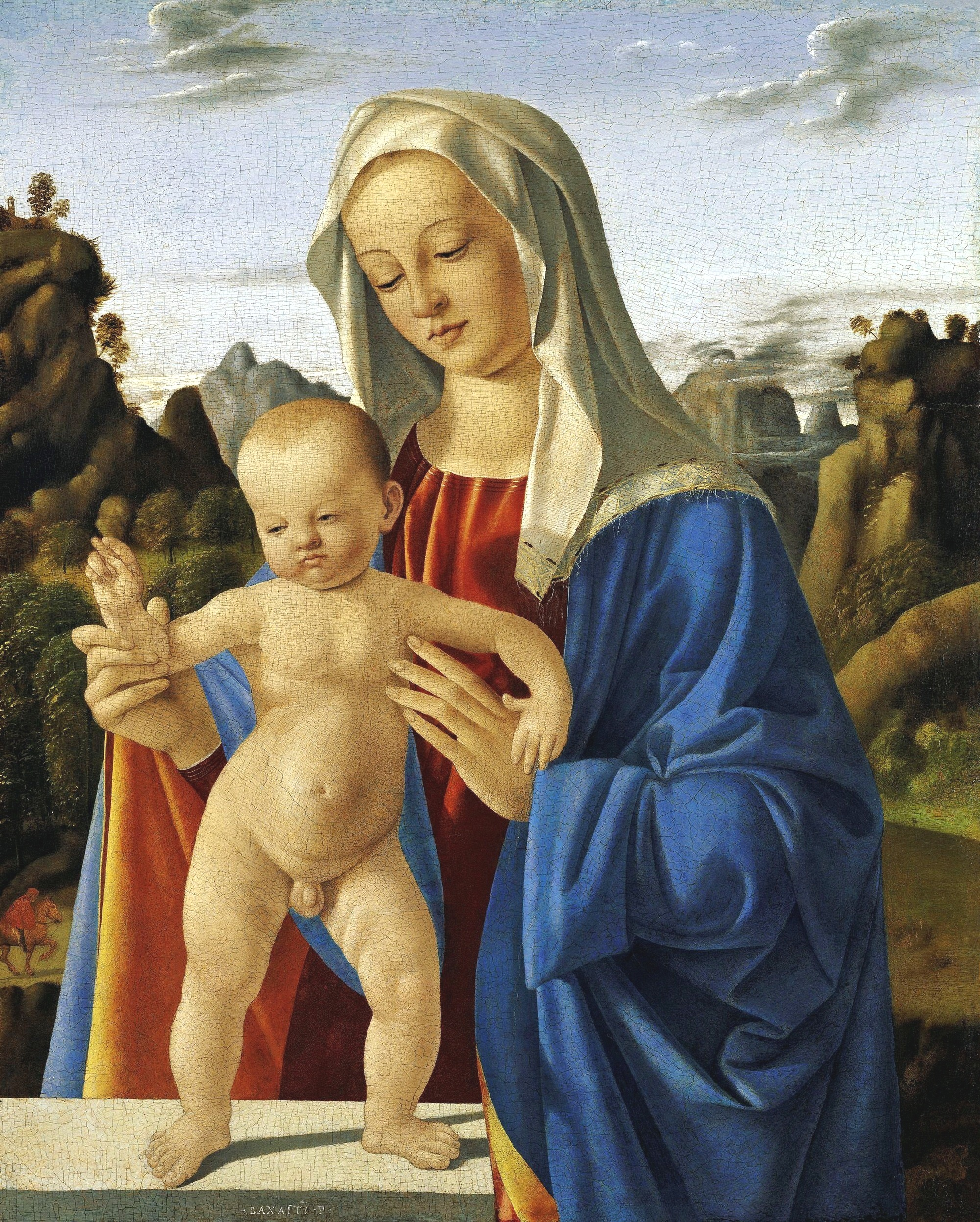
Мадонна с младенцем. ок. 1500, Музей Лихтенштейн, Вена
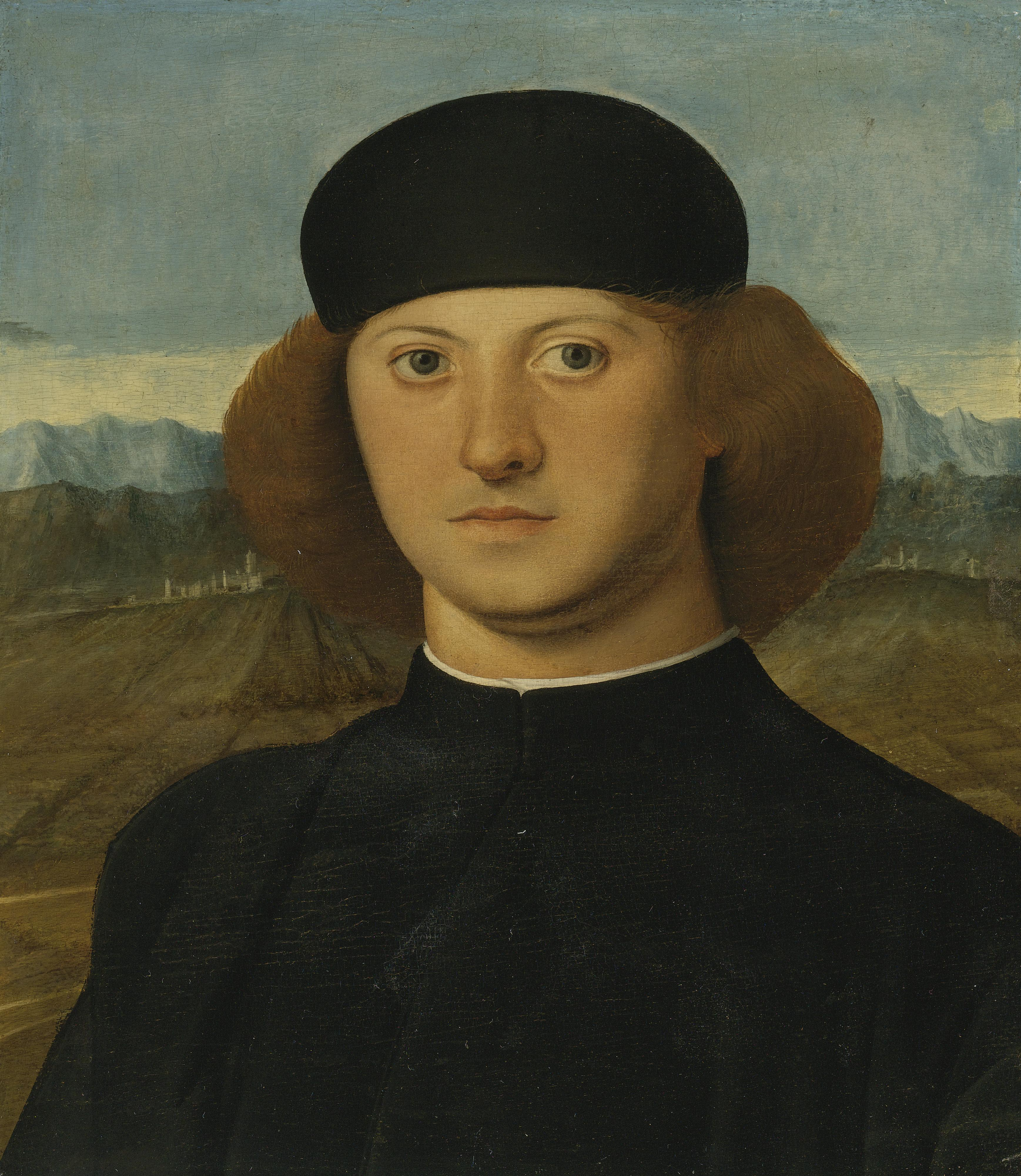
Портрет молодого человека. ок. 1505г, Частное собрание
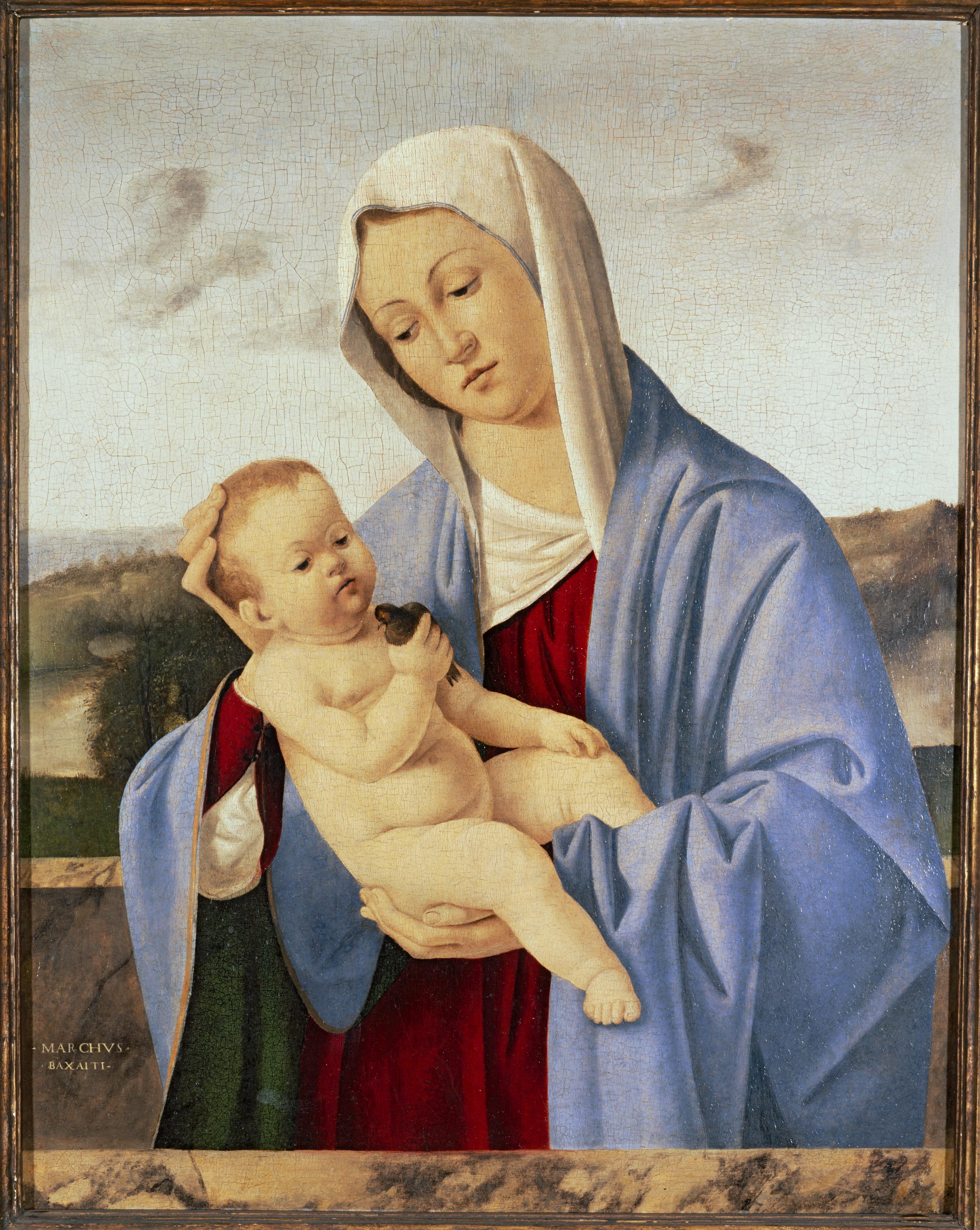
Мадонна со щеглом. ок. 1510, Музей искусства Джорджии.
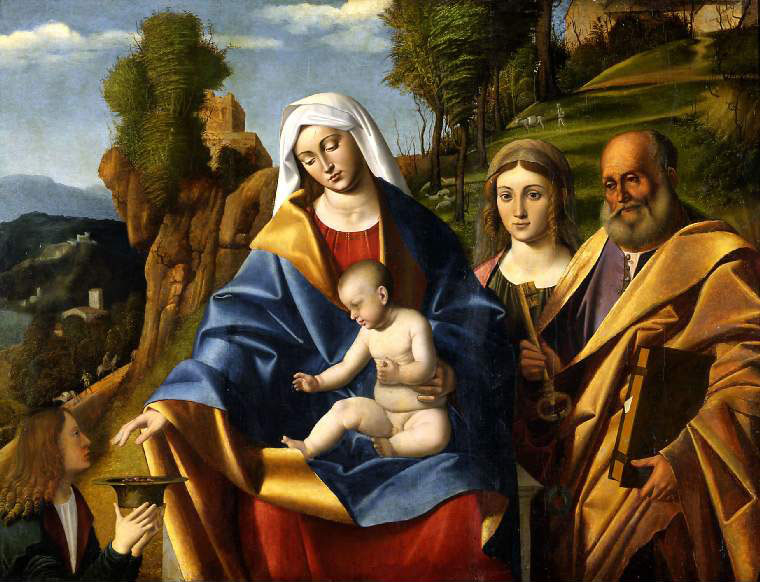
Мадонна с младенцем и святыми. ок. 1508г, Музей Фицульяма, Кембридж
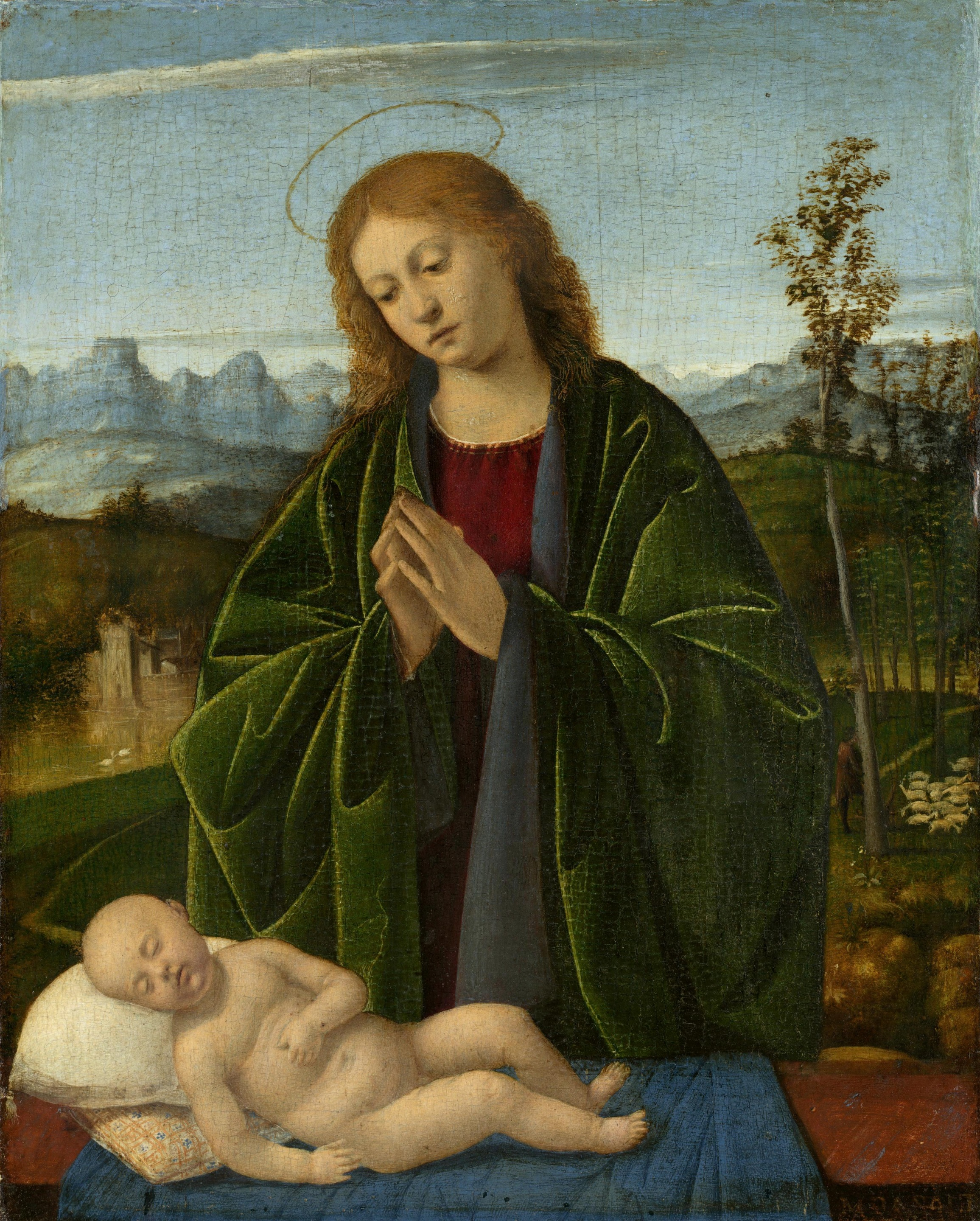
Мадонна поклоняющаяся младенцу Христу. ок. 1520, Национальная галерея искусства, Вашингтон.